# Eupsittula cactorum
Il parrocchetto della caatinga (Eupsittula cactorum Kuhl, 1820) è un uccello della famiglia degli Psittacidi.

## Descrizione
Con una taglia attorno ai 25 cm, e un aspetto timido, questo parrocchetto dal piumaggio generale verde nelle parti superiori e giallo-arancio in quelle inferiori presenta anello perioftalmico bianco, un cappuccio bruno che comprende fronte, gola e petto, copritrici secondarie blu, becco e zampe grigiastre e iride arancio. Gli immaturi hanno le parti brune sbiadite in verde.

## Biologia
Vive in coppie o piccoli gruppi di 6-8 individui e si nutre di frutti, semi, bacche e fiori, che raccoglie sia dal terreno sia dagli arbusti sia dalle piante succulente. La femmina depone 4-6 uova e la cova dura circa 28 giorni; i giovani lasciano il nido a circa 6 settimane dalla nascita.

## Distribuzione e habitat
Vive numeroso in un vasto areale del Brasile nord-orientale ed è abbastanza noto anche in cattività dove si è riprodotto per la prima volta nel 1883.
È il tipico abitante di quelle comunità vegetali dette «caatinga» che si sviluppano in aree aride dove crescono pochi alberi decidui, arbusti, cactus e altre piante succulente; frequenta anche le foreste meno aperte e le savane alberate.

## Tassonomia
Comprende due sottospecie:
- E. c. cactorum, sottospecie nominale:
- E. c. caixana, che presenta le parti brune più tendenti al grigio e il ventre giallo.